# Causa causae est causa causati
La locuzione latina Causa causae est causa causati, è uno dei brocardi enunciati dalla Scuola dei glossatori di Bologna.
Tradotto letteralmente significa "la causa della causa è la causa di ciò che è stato causato". In pratica se il "Fatto A" è causa del "Fatto B", il quale ha poi causato il "Fatto C", si può affermare che il "Fatto A" è causa del "Fatto C". Su tale sillogismo si basa il principio giuridico del "Nesso di causalità".